# Trastevere

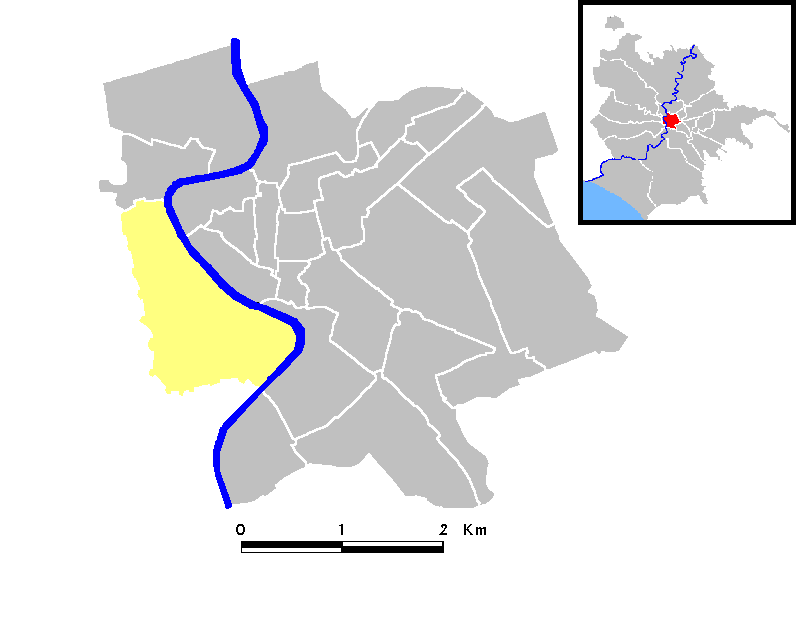
Mapa do Rione XIII - Trastevere.

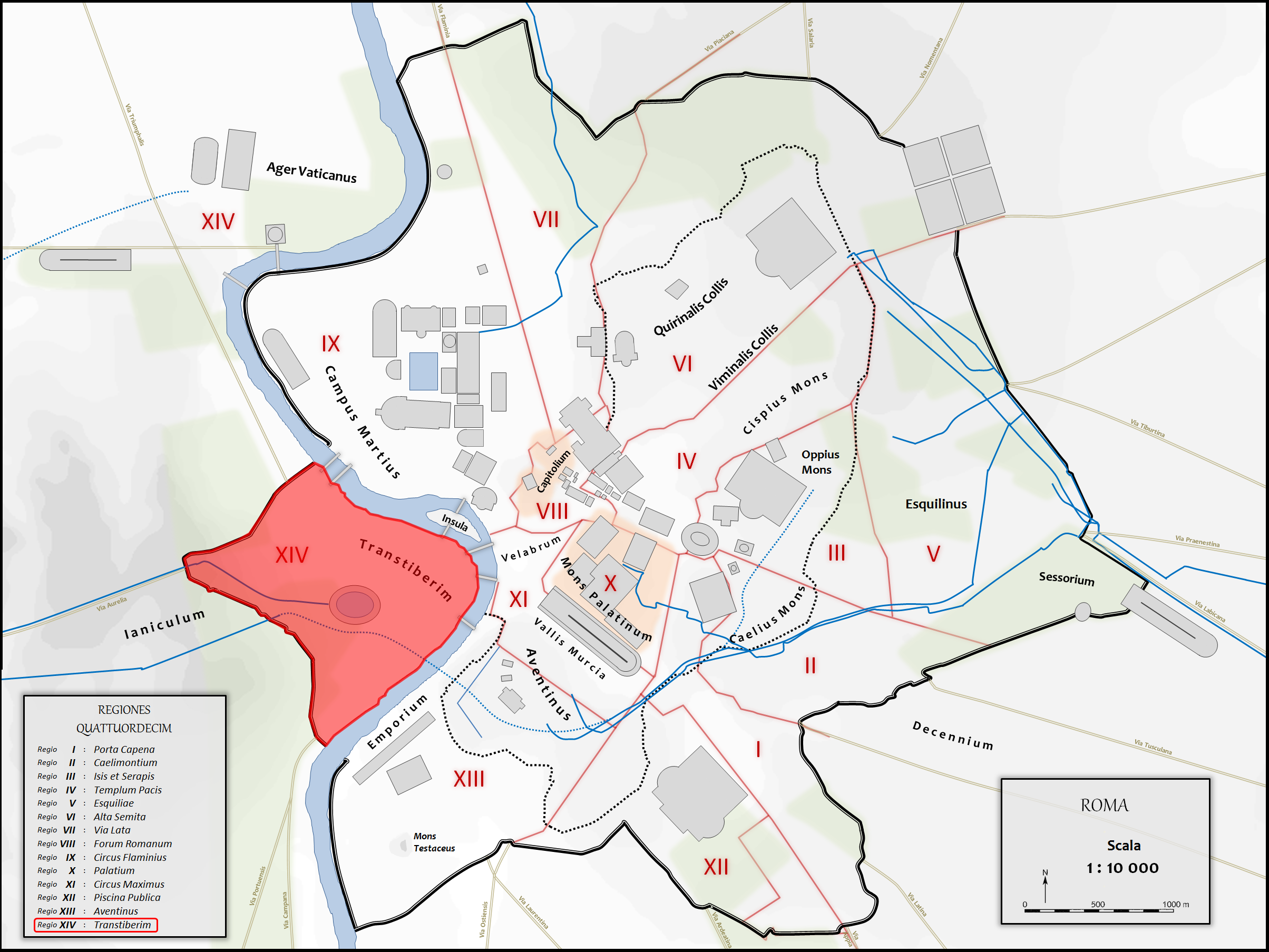
Mapa da Região XIV - Transtiberim, uma das 14 regiões da Roma de Augusto.

Trastevere é um dos vinte e dois riones de Roma, oficialmente numerado como Rione XIII, localizado no Municipio I, na margem ocidental do rio Tibre e ao sul do Vaticano. Seu nome vem do latim Trans Tiberim, que significa literalmente "além do Tibre". Ao norte, o Trastevere faz fronteira com o rione XIV, Borgo.

## História

### Região XIV

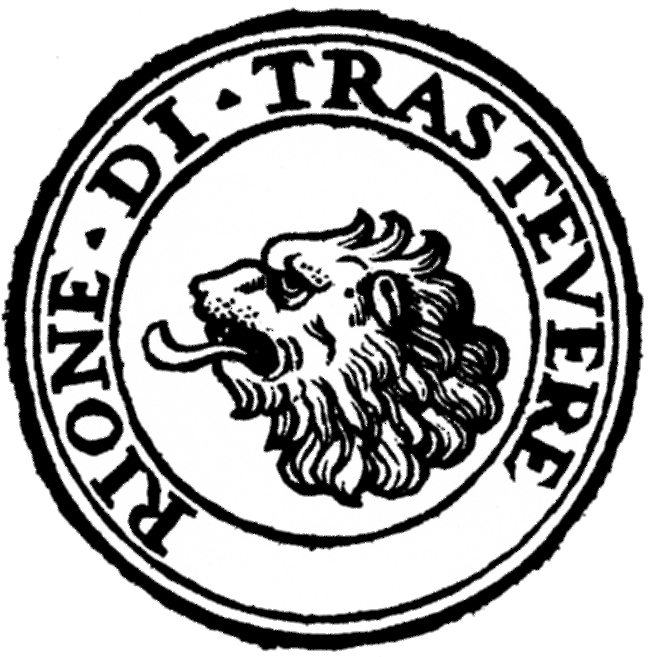
Brasão de Trastevere: um leão sobre um fundo vermelho, cujo significado é desconhecido.

Durante o período régio de Roma (753–509 a.C.), a área além do Tibre pertencia aos etruscos, hostis aos romanos, que chamavam o local de Ripa Etrusca ("margem etrusca"). Roma a conquistou para poder ganhar controle e ter acesso ao rio pelos dois lados, porém não se interessou em construir naquele lado do rio; a única ligação entre o Trastevere e o resto da cidade foi, por muito tempo, uma pequena ponte de madeira chamada de Ponte Sublícia (em latim: Pons Sublicius, espécie de palafita utilizada na região).
Durante o período republicano, após 509 a.C., o número de marinheiros e pescadores que dependiam do rio para sua subsistência havia aumentado, e muitos passaram a residir na região do atual Trastevere. Imigrantes do Oriente também se fixaram ali, principalmente judeus e sírios. A área passou a ser considerada parte da cidade durante o reinado de Augusto, que dividiu Roma em 14 regiões (regiones, em latim); o Trastevere era a Região XIV, e foi chamada de Trans Tiberim ("além do Tibre").
A área se tornou realmente parte integrante da cidade no governo do imperador Aureliano (270–275 d.C.), que construiu posteriormente muralhas maiores para proteção da cidade, que incluíram também o Trastevere e o monte Vaticano. Com a riqueza da era imperial diversos personagens importantes decidiram construir suas vilas no Trastevere, como Clódia ("amiga" do poeta Catulo) e dizia-se que até mesmo Júlio César havia tido propriedades ali (sua vila-jardim, os Jardins de César). A regio também foi a sede de duas das mais antigas igrejas de Roma, a Titulus Callixti (posteriormente Basílica de Santa Maria in Trastevere, e a Titulus Cecilae (Santa Cecilia in Trastevere)
Na Idade Média o Trastevere já tinha as atuais ruas estreitas e irregulares; além disso, devido aos mignani (estruturas situadas em frente aos edifícios) não havia espaço suficiente para que carroças e carruagens pudessem passar. No fim do século XV estes mignani foram removidos porém ainda assim o Trastevere continuou a ser um labirinto de ruas estreitas. Havia um grande contraste entre as casas grandes e opulentas das classes altas e as moradias pequenas e dilapidadas dos pobres. As ruas não foram pavimentadas até a época do papa Sisto IV. Os tijolos que foram usados inicialmente foram substituídos posteriormente por sampietrini (pequenos paralelepípedos), mais apropriados para o trânsito de veículos. Devido ao seu isolamento parcial, e pelo fato de que sua população sempre foi multicultural desde os tempos antigos, seus habitantes - chamados de trasteverini - desenvolveram uma cultura própria. Em 1744 o papa Bento XIV modificou os limites do rioni dando ao Trastevere seus limites atuais.

### Rione de Roma
Atualmente, o Trastevere mantém seu mesmo aspecto, com ruas estreitas de paralelepípedos, cercadas por casas medievais. O bairro tem uma agitada vida noturna, com diversos bares e restaurantes servindo pratos da culinária romana e italiana em geral. Instituições educacionais como a John Cabot University, uma universidade privada estadunidense, a American Academy in Rome, o campus romano do Thomas More College of Liberal Arts, a Escola de Arquitetura do Instituto Pratt e a Escola de Arquitetura da Universidade de Waterloo, do Canadá, todas têm sedes internacionais na região. Este caráter único do local atraiu diversos artistas, expatriados, além de celebridades em geral. O diretor de cinema Sergio Leone, célebre por seus spaghetti westerns cresceu na Viale Glorioso (há uma placa de mármore em sua homenagem na parede do edifício) e freqüentou uma escola católica nas vizinhanças. Ennio Morricone, compositor de trilhas sonoras para o cinema, freqüentou a mesma escola - onde, por um ano, esteve na mesma classe que Leone.

## Vias e monumentos
- Água Paula
- Arco dei Tolomei
- Bosco Parrasio
- Farol do Janículo
- Fontana dell'Acqua Paola
- Fontana di piazza Mastai
- Fontana del Prigione
- Fontana di Ponte Sisto
- Galleria Pasa
- Janículo
- Lungotevere degli Alberteschi
- Lungotevere degli Anguillara
- Lungotevere della Farnesina
- Lungotevere Gianicolense
- Lungotevere Raffaello Sanzio
- Lungotevere Ripa
- Muralha do Janículo
- Piazza di Santa Maria in Trastevere
  - Fontana di piazza Santa Maria in Trastevere
- Ponte Cestio
- Ponte Garibaldi
- Ponte Giuseppe Mazzini
- Ponte Palatino
- Ponte Principe Amedeo Savoia Aosta
- Ponte Sisto
- Ponte Sublicio
- Porta Portese
- Porta de São Pancrácio
- Porta Setimiana
- Porto Leonino
- Porto di Ripa Grande
- Salita Sant'Onofrio
- Torre dei Bologna (Via del Bologna, 24-25)
- Torre su Via del Bologna (Via del Bologna, 53)
- Torre dei Frascari a Via del Moro
- Torre degli Alberteschi
- Torre degli Anguillara
- Via della Lungara

### Antiguidades romanas
- Estação da VII coorte dos Vigias
- Santuário Sírio no Janículo (Tempietto Siriaco)

## Edifícios

### Palácios evillas
- Casa dei Canonici di Santa Maria in Trastevere
- Casa di Ettore Fieramosca
- Casa della Fornarina (Via di Santa Dorotea)
- Casa di Michelangelo al Gianicolo
- Casa dei Ponziani
- Casa medieval no Vicolo dell'Atleta
- Casa medieval no Vicolo della Luce
- Casino di Donna Olimpia (demolido)
- Casino Riario (demolido)
- Palazzo degli Anguillara
- Palazzo Castellani
- Palazzo Cavalieri Ossoli (ou Leopardi)
- Palazzo del Cinque a Trastevere
- Palazzo della Confederazione del Commercio e del Turismo
- Palazzo del Conservatorio delle Pericolanti
- Palazzo del Conservatorio Pio (Vecchia Fabbrica del Tabacco)
- Palazzo Corsini alla Lungara
- Palazzo Dal Pozzo
- Palazzo degli Esami
- Palazzo Farinacci
- Palazzo Leoni Pizzirani‎
- Palazzo della Manifattura Pontificia dei Tabacchi
- Palazzo Mattei a Trastevere
- Palazzo del Ministero della Pubblica Istruzione
- Palazzo Moroni (Vicolo Moroni, 3)
- Palazzetto Nuñez Leslie
- Palazzo Nuñez
- Palazzo Ruggeri a Trastevere
- Palazzo delle Sacre Congregazioni Romane‎
- Palazzo Salviati alla Lungara
- Palazzo di San Callisto
- Palazzo Theoli
- Palazzo Torlonia alla Lungara
- Palazzo Velli
- Real Academia de España en Roma‎
- Il Serbatoio
- Villa Alibert
- Villa Aurelia  (Villa Savorelli)
- Villa Farnesina
- Villa Gabrielli al Gianicolo
- Villa Lante
- Villa Sciarra
- Villa Spada
- Villa Vaini Giraud Ruspoli

#### Outros edifícios
- Accademia degli Arcadi
- Academia Nacional dos Linces
- American Academy in Rome (Accademia Americana)
- American University of Rome (AUR)
- Anfiteatro Quercia del Tasso
- Antico Caffè del Moro (Via del Moro)
- Arsenal Papal
- Casa di Dante
- Casa Generalizia dell'Istituto di Santa Dorotea (Salita di Sant'Onofrio, 8)
- Cartiera Sampieri
- Carcere Minorile e Femminile
- Carcere di Regina Coeli
- Casa dell'Arciconfraternita di Santa Maria dell'Orazione e Morte (Via della Lungaretta, 27-31)
- Casa Salandra (Salita di Sant'Onofrio, 23)
- Complesso di Santa Maria in Cappella
- Complexo monumental de San Michele a Ripa Grande
- Conservatorio dell'Assunta
- Conservatorio del Padre Bussi
- Conservatorio di San Pasquale
- Conservatorio Torlonia
- Convento dei Padri Pii Operai, na Via della Lungara.
- Convento di Santa Maria dei Sette Dolori
- Convento di Santa Maria della Scala
- Galleria nazionale d'arte antica di palazzo Corsini
- Jardim Botânico de Roma
- Institutum Romanum Finlandiae
- Istituto del Sacro Cuore di Gesù (Via di San Francesco di Sales)
- Spezieria di Santa Maria della Scala
- Monastero della Santissima Croce (ou Monastero della Penitenza)
- Monastero di San Francesco di Sales (Via di San Francesco di Sales)
- Monastero di San Giuseppe alla Lungara
- Monastero di Santo Egidio
- Museu da República Romana e da Memória Garibaldina
- Museo di Roma in Trastevere
- Museu Tassiano
- Nuova Fabbrica del Tabacco
- Ospedale dei Pazzerelli (ou de' Pazzi)
- Ospedale di San Gallicano (Via di San Gallicano)
- Ospedale di San Giovanni dei Genovesi
- Ospedale di Santa Maria dell'Orto
- Ospedale Pediatrico Bambino Gesù
- Ospedale Pediatrico La Scarpetta (Via Titta Scarpetta)
- Ospizio dei Centopreti (Ospizio dei Mendicanti - Piazza Trilussa)
- Ospizio di San Michele a Ripa Grande
- Pontificio Collegio Americano del Nord
- Pontificio Collegio Urbano "De Propaganda Fide"
- Pontificio Istituto di Studi Arabi e d'Islamistica
- Pontifícia Universidade Urbaniana
- Spezieria di Santa Maria della Scala
- Teatro di Pii Trattenimenti (e a Quercia del Tasso)

### Igrejas
- Sant'Agata in Trastevere
- Sant'Antonio Maria Zaccaria
- San Benedetto in Piscinula
- San Callisto
- Santa Cecilia in Trastevere
- San Crisogono
- San Cosimato
- Santa Dorotea
- Sant'Egidio
- Santa Francesca Romana a Ponte Rotto‎
- San Francesco a Ripa
- San Giacomo alla Lungara (ou in Settignano ou in Settimiano)
- San Giovanni Battista dei Genovesi
- San Giovanni della Malva in Trastevere
- San Giosafat al Gianicolo (rito oriental)
- San Giuseppe alla Lungara
- Santa Margherita in Trastevere
- Santa Maria Assunta al Gianicolo‎
- Santa Maria del Buon Viaggio (Santa Maria della Torre)
- Santa Maria della Luce
- Santa Maria della Visitazione e San Francesco di Sales
- Santa Maria in Cappella
- Santa Maria in Trastevere
- Santa Maria dell'Orto
- Santa Maria del Ritiro al Gianicolo
- Santa Maria della Scala
- Santa Maria dei Sette Dolori
- Sant'Onofrio al Gianicolo
- San Pietro in Montorio (incluindo o Tempietto del Bramante)
- Santi Quaranta Martiri e San Pasquale Baylon (ou de Zitelle)
- Sante Rufina e Seconda
- Sacro Cuore di Gesù a Villa Lante
- Santa Croce alla Lungara (ou delle Scalette ou del Buon Pastore)
- Santa Teresa del Bambin Gesù

Igrejas desconsagradas
- Sant'Andrea dei Vascellari
- Sant'Antonio da Padova in Montorio
- Santa Maria della Clemenza (Oratorio del Santissimo Sacramento)
- Santi Maria e Gallicano
- Oratorio di Vicolo del Cedro‎

Igrejas demolidas
- Sant'Apollonia
- Oratorio della Beata Vergine del Carmine‎ (Santa Maria del Carmine in Trastevere)
- Santa Bonosa
- Sant'Eligio dei Sellari
- San Leonardo in Settignano‎ (Santi Leonardo e Romualdo)
- Oratorio di Santa Maria Addolorata in Trastevere
- Santa Maria della Concezione alla Lungara‎
- Santa Maria Maddalena nello Spedale de' Pazzi
- Santa Maria Regina Coeli alla Lungara‎
- Santa Maria del Rosario nel Cimitero di Santo Spirito
- Santissimo Crocifisso nel Cimitero di Santo Spirito
- Santissimo Sacramento in San Giovanni della Malva (Oratorio di San Giovanni della Malva)
- San Salvatore a Ponte Rotto
- Oratorio dei Santi Teresa e Carlo

Templos não-católicos
- Chiesa evangelica battista in Trastevere